# Ulf Torgilsson
Ulf var jarl av Skåne och senare jarl av Danmark, mördad på uppdrag av Knut den store, den 31 december 1026 i Roskilde. Ulf var gift med Knuts syster Estrid Svensdotter av Danmark. Ulf var också far till Sven Estridsson som senare blev kung av Danmark.
Ulf Jarl kom från en framstående släkt och han var troligen son till Torgils Sprakalägg, som enligt en del källor påstås vara son till Styrbjörn Starke.

## Biografi
Ulf deltog i Knut den stores expedition till England och cirka 1015 gifte han sig med Knuts syster Estrid.
Han utsågs till jarl av Danmark och styrde landet när Knut var borta. Han var också fosterfar till Knuts son Hardeknut.
När den svenske kungen Anund Jakob och den norske kungen Olof den helige drog fördel av Knuts frånvaro och attackerade Danmark lyckades Ulf övertyga de danska fria männen att välja Hardeknut till kung, eftersom de var missnöjda med Knuts frånvaro. Detta gjorde Ulf till egentlig härskare över Danmark, då han var Hardeknuts förmyndare.
När Knut 1026 fick höra vad som hänt, återvände han till Danmark och lyckades med Ulfs hjälp att driva ut svenskarna och norrmännen i slaget vid Helgeå, något som dock inte gjorde att Knut förlät Ulf för hans svek.  Vid en bankett i Roskilde spelade de två svågrarna schack och började då bråka. Dagen efter, juldagen 1026, beordrade Knut en av sina män att döda Ulf.

## Barn
Ulf var far till Sven Estridsson och sålunda förfader till det kungahus, som kom att styra Danmark mellan 1047 och 1412.